# Doping
Doping (укр. До́пінг) — український панк-гурт з Ужгорода.

## Передісторія
Передісторія гурту Doping починається в березні 2003 року, коли Андрій (гітара, вокал), Семен (барабани), Тарас (бас) вперше почали грати разом. У вересні дали гурту теперішню назву. Перші два роки виступали і репетирували нерегулярно. Проте, до квітня 2004 року записали демо з 6 пісень «Контроль», яке здобуло позитивні відгуки[джерело?]. Тоді ж відбулася низка концертів з представниками закарпатської рок-сцени. У квітні 2005 року випустили Split CD «Запахи Людей» спільно з гуртом The Symbioz.

## Історія
Датою заснування вважають серпень 2005 року, коли замість Тараса на бас-гітарі став Грати Володимир Бабич. Перший концерт у новому складі відбувся 23 липня на міжнародному з'їзді байкерів Transkarpatia 2005 у місті Хуст.
До кінця 2005 року допрацьовувалась програма, було записано кілька демоверсій. Разом із «The Symbioz» гурт заснував панк-дійство «Punk Ataka», яке потім стало регулярним. Аби об'єднати організаційні сили, «Doping» і «The Symbioz» створюють «Ужгородський панк-фронт» (UPF).
На початку 2006 року «Doping» стає одним із основних панк-гуртів Закарпаття. Протягом року виступали в різних містах України — Києві, Хмельницькому, Херсоні, Львові, Ужгороді, а також у Словаччині.
Записуються нові демоверсії, формується власне звучання, яке включає в швидкий мелодійний панковий саунд елементи хардкору, тексти переважно соціальні, проблемні, а також із гумором та сарказмом[джерело?]. 
В червні 2006 року «Doping» уже має постійне місце для репетицій, взявши кілька кредитів на апаратуру.
У 2007 році  «Doping» відіграє близько 30 концертів в Україні та Угорщині. У лютому разом із гуртами «10-20 Без Выходных» (Харків) та «Серцевий Напад» (Чернівці) проходить перший їхній всеукраїнський тур. У липні «Doping» взяв участь у турі чотирма містами  України: Чернівці, Ужгород, Харків та Київ. Пісні гурту потрапили до 2 російських та 3 українських панк-збірників.
17 жовтня 2007 року разом із «10-20 Без Выходных» та «The Symbioz» водночас презентовано дебютний альбом (перезведений в березні 2008 року) та офіційний сайт гурту. А з 17 жовтня по 4 листопада з концертними презентаціями своїх альбомів спільно з «10-20 Без Выходных» проходить тур Україною.
На початку 2008 року проходять тури Угорщиною та Словаччиною, включаючи Будапешт та Братислав, де грають разом з гуртами з Чехії, Австрії, Словенії, Угорщини, Словаччини. Також проходять концерти містами України разом з гуртами «Straightaway» (Франція), «Jet Market» (Італія), «Bedtime For Charlie» (Італія). Влітку проходить 2-тижневий тур Росією та Україною разом з «Total Konfus» (Німеччина). 19-20 липня в Севастополі відбувся панк-фестиваль South Punk Fest 2, у якому крім Doping взяли участь близько двадцяти гуртів з Угорщини, Польщі, Білорусі та України. Їхня пісня «Помираю» стала саундтреком стрічки «Помста Едді 2: Кривавий Форсаж» знятого студією незалежного кіно «UPV ART GROUP». Восени — міні тури Україною.
У травні 2009 року вийшов альбом «Wrong Perfection», і гурт презентував його у всеукраїнському концертному турі в 13-ти містах[джерело?].
19 липня 2009 року виступили на фестивалі South Punk Fest у Криму.
У вересні 2009 року гурт Doping вирушив у Euro Punk Tour в 6-ти країнах Європи разом з німецькими друзями Total Konfus. Впродовж 3-ох тижнів вони гастролювали Німеччиною, Швейцарією, Австрією, Угорщиною, Румунією, Україною. 
У червні відбулись гастролі Україною та Росією, де представлено нову концертну програму.
2011 року музиканти припинили активні виступи й лише зрідка давали концерти.
2014 року разом з гуртом Dikloud гастролював Європою.
2016 року гурт відновив активну діяльність. 18 березня 2017 року музиканти виклали в мережу альбом «Ready To Go». Його записували Ілля Орлов та Віталій Лєвшаков,а зводив Бодя Yo Yo.

## Склад
- Андрій (гітара, вокал)
- Семен (барабани)
- Вова (бас, бек-вокал)

## Дискографія
- 2007 — DOPING[3]
- 2009 — Wrong Perfection[3]
- 2017 — Ready To Go[11]

## Відео
- 2009 — «Nothing More»